# Justyn de Jacobis
Święty Justyn de Jacobis, właśc. wł. Giustino de Jacobis (ur. 9 października 1800 w San Fele, zm. 31 lipca 1860 w Zuli koło Massaua, w dolinie Alghedien w Erytrei) – włoski duchowny katolicki, lazarysta, misjonarz, biskup ordynariusz i wikariusz apostolski Abisynii (obecnie Etiopia), święty Kościoła katolickiego.

## Życiorys
Justyn był jednym z czternaściorga dzieci Jana Chrzciciela de Jacobis i Józefiny Mucci. Po ukończeniu studiów w Orii, przyjął święcenia kapłańskie 12 czerwca 1824 roku w Monopoli, gdzie przebywał do ok. 1836 roku.

Jego działalność misyjna początkowo obejmowała obszar diecezji Oria, następnie Lecci (Lekki), a od 1836 mianowany został dyrektorem seminarium w Neapolu.

W czasie epidemii cholery (1836/37) zaangażował się w niesienie pomocy chorym. 4 lutego 1839 rozpoczął pracę misyjną w Etiopii.

16 lipca 1847 roku został wyświęcony na biskupa przez papieża Piusa IX. Po wybuchu powstania w Abisynii (1855), ten założyciel wyższej szkoły w Guala był więziony, a następnie wypędzony. Zmarł wyniszczony trudami niewoli.

## Kult
Justyn został beatyfikowany 25 czerwca 1939 przez Piusa XII, a kanonizacji dokonał 26 października 1975 papież Paweł VI.
Wspomnienie liturgiczne świętego, w Kościele katolickim, obchodzone jest 31 lipca.